# Жнець
«Жнець» — роман британського письменника у жанрі гумористичного фентезі Террі Пратчетта, а також 11 книга у серії про Дискосвіт і друга у циклі «Смерть», що зазвичай оповідає про моральні цінності та вади людей очима героя. Назва книги англійською «Reaper man» це посилання на фільм Алекса Кокса «Repo man» 1984 року.

## Сюжет
Аудитори дійсності — це істоти, які стежать за Дискосвітом, щоб переконатися, що все підкоряється правилам. Одного разу, Аудитори відчули певні зміни в особистості Смерті, що зветься Жнець, і зрозуміли, що він перестає виконувати власні обов'язки належним чином. Усе змінюється одного дня, коли Смерть перестає виконувати власну роботу, отримуючи власний життєлічильник, що починає поволі спливати. Прийнявши ім'я «Білл Двері», герой роману відправляється в людський світ, де працює на фермі, як помічник для літньої панни Літунки.
Хоча кожне інше покоління створює для себе нового Смерть, це відбувається не миттєво. Як результат, життєва сила мертвих людей починає наростати, бо Смерть її не забирає; це призводить до активності привидів та інших паранормальних явищ. Найпомітніше — це повернення нещодавно померлого 130-річного чарівника Кошеля Бука, який сподівався на певні перевтілення опісля смерті. Після декількох випадків і спроб чарівників Невидної академії на чолі з Архіректором Ридикулем, а також Скарбієм, Деканом, Верховним Верховиком та Лектором із Новітніх рун поховати старшого товариша, Кошіль потрапляє до клубу «Новий початок», зібрання за права людини, яку очолює Редж Шкарбан. Учасники клубу «Новий Початок» та майстри Невидної академії виявляють, що у місто Анк-Морпорк вторглась паразитична форма життя, яка живиться містом та висиджує яйця, схожі на снігові кулі. Відслідковуючи його середню форму, а саме торгові візки, клуб «Новий Початок», а також чарівники Невидної академії вирушають до торгового центру, де знищують паразитичну форму.
Азраель, Великий Атрактор, Смерть Всесвітів, початку й кінця часу створює та формує Нову Смерть — набагато кращу ніж попередню за більшістю ознак. Білл Двері хитрить у боротьбі з новим очільником оселі померлих душ і перемагає Нову Смерть, поглинаючи назад інших Смертей, за винятком Смерті Щурів (і, зрештою, Смерті Бліх). Смерть повстає перед Азраелем, Смертю Всесвітів, і просить у нього деякий час для встановлення належної рівноваги речей світу, на що Азраель погоджується. Він знову зустрічається з панною Літункою і пропонує їй виконати усі бажання та мрії. Вона просить піти на танці врожаю, опісля чого вони приєднуються до городян до цілої ночі танців.
Як заходить сонце, панні Літунка розуміє, що померла за години до того, як танець навіть розпочався. Смерть супроводжує її до нареченого: що за словами Літунки загинув у горах. У фіналі, молода пара разом вступає в потойбічне життя.
Повернувшись до міста Анк Морпорк, Смерть зустрічається з Кошелем Буком, нарешті, приймаючи його за свою справедливу нагороду, на шляху до повернення на власну роботу.

## Персонажі
- Смерть — у серії книг про Дискосвіт є персонажем чоловічого роду. Смерть рибалить, філософує, любить кошенят і смачні страви, мріє про відпустку і врешті просто виконує свою роботу: доправляє душі в інший світ. Крім цього має власний цикл творів «Смерть» вперше з'явившись у романі «Морт». У більшості творів власного циклу Смерть постає спостерігачем та героєм оповіді, що намагається збагнути людське життя та звички. Має доньку Іззабел, та власну оселю Смерті з дворецьким Альфредом, де зберігаються годинники життєміри з іменами людей.
- Кошіль Бук — найстарший чарівник Невидної академії, що на 130 році життя не помирає, через відсутність Смерті. Протягом твору приєднується до клубу «Новий Початок», де знайомиться з багатьма персонами, що борються за права людей.
- Панна Літунка — героїня твору, що живе звичайним фермерським життям. Більшість мешканців дивно ставляться до жінки, вважаючи її багатою та забезпеченою і при цьому гострою на язик. В молодшому віці втрачає власного нареченого, вважаючи що він загинув у горах.
- Редж Шкарбан — очільник гурту «Новий Початок», що намагається боротися за права людства.
- Граф та графиня Нефартиті — одні з учасників гурту «Новий початок»
- Брат Причепа — учасник гурту «Новий початок»
- Люпин — вовкулака та учасник гурту «Новий початок»
- Людмила — дівчина вовкулака та донька пані Кекс — місцевої медіум.
- Архіректор Ридикуль (а також чарівники Невидної академіки — Скарбій, Декан, Верховний Верховик та Лектор із Новітніх рун) — персонажі твору, що намагаються протидіяти паразиту Анк Морпорку, разом з «Новим Початком».

## Відсилання у романі
Террі Пратчетт майстерно відсилається у власних творах на багато явищ культури, пародіюючи чи навпаки цитуючи певні п'єси, твори чи романи у власній серії книг про Дискосвіт. Не виключення і цей роман у якому письменник неодноразово відсилається на багато цікавих речей протягом сюжету, про що зазначає і автор перекладу [Архівовано 3 липня 2019 у Wayback Machine.] Оксана Самара [Архівовано 3 липня 2019 у Wayback Machine.]. Наприклад велика кількість відсилань на творчість Едгара Алана По, як от «Прірва і маятник», поема про «Ворона» та інші. Також Пратчетт неодноразово відсилається на «Володаря Перснів», «Мисливці на привидів», «Чужі», «Індіану Джонса», а також Боба Ділана і навіть настільну гру «Монополія».